# Gianni Garko
Gianni Garko, nato Gianni Garcovich e sporadicamente conosciuto con gli pseudonimi di John Garko e Gary Hudson (Zara, 15 luglio 1935), è un attore italiano.

## Biografia
Nato a Zara, in Dalmazia (allora Italia, oggi parte della Croazia), si trasferì a Trieste nel 1948 per frequentare la scuola di recitazione del Piccolo Teatro di Trieste, e poi a Roma per inserirsi nell'Accademia nazionale d'arte drammatica. Garko iniziò la propria carriera negli anni cinquanta interpretando ruoli di vario genere, specialmente in film western e commedie all'italiana; negli ultimi anni si è dedicato ai film per la televisione della Rai. Diede vita al personaggio di Sartana (insieme ai registi Gianfranco Parolini e successivamente Giuliano Carnimeo), protagonista di numerosi spaghetti-western. Nel film Il compagno don Camillo (1965) interpretò il personaggio di Scamoggia, il fotografo mandato dal partito per documentare il gemellaggio.
Oltre alle pellicole di cui fu protagonista, fece varie esperienze televisive. Tra le molte, si ricorda l'apparizione nella serie televisiva Spazio 1999 nei panni dell'astronauta Tony Cellini, nell'episodio intitolato Il dominio del drago (oltre ad aver doppiato la voce di Gwent nell'episodio La macchina infernale nella medesima serie), e nella serie televisiva Sospetti, nel ruolo del industriale Martin Fisher. Dal 2002 al 2004 recitò nella soap opera Vivere, interpretando l'imprenditore Pierfrancesco Moretti. Prese parte ad alcuni spot pubblicitari; tra gli altri un olio di oliva, un vino e infine un medicinale al fianco dell'attore comico Fabrizio Fontana, nel periodo 1995-1997. Attivo ormai prevalentemente come caratterista in TV e teatro, nel 2013 fu protagonista di Song for the old man, videoclip della band Spiritual Front diretto da Carlo Roberti.

## Filmografia parziale

### Cinema

G. Garko, Spiros Focás, Didi Perego, Angela Luce nel film Morte di un amico (1959)

- Pezzo, capopezzo e capitano, regia di Wolfgang Staudte (1958)
- Ciao, ciao bambina! (Piove), regia di Sergio Grieco (1959)
- Morte di un amico, regia di Franco Rossi (1959)
- Kapò, regia di Gillo Pontecorvo (1960)
- Quella sera sulla spiaggia (Un soir sur la plage), regia di Michel Boisrond (1961)
- Maciste l'uomo più forte del mondo, regia di Antonio Leonviola (1961)
- I mongoli, regia di André De Toth (1961)
- Ponzio Pilato, regia di Irving Rapper (1962)
- La leggenda di Enea, regia di Giorgio Rivalta (1962)
- La voglia matta, regia di Luciano Salce (1962)
- Diciottenni al sole, regia di Camillo Mastrocinque (1962)
- Saul e David, regia di Marcello Baldi (1965)
- Il compagno don Camillo, regia di Luigi Comencini (1965)
- Un uomo a metà, regia di Vittorio De Seta (1966)
- 1000 dollari sul nero, regia di Alberto Cardone (1966)
- 10.000 dollari per un massacro, regia di Romolo Guerrieri (1967)
- ...se incontri Sartana prega per la tua morte, regia di Gianfranco Parolini (1968)
- Per 100.000 dollari t'ammazzo, regia di Giovanni Fago (1968)
- La porta del cannone, regia di Leopoldo Savona (1969)
- Sono Sartana, il vostro becchino, regia di Giuliano Carnimeo (1969)
- 5 per l'inferno, regia di Gianfranco Parolini (1969)
- I vigliacchi non pregano, regia di Mario Siciliano (1969)
- I tulipani di Haarlem, regia di Franco Brusati (1970)
- Buon funerale amigos!... paga Sartana, regia di Giuliano Carnimeo (1970)
- Una nuvola di polvere... un grido di morte... arriva Sartana, regia di Giuliano Carnimeo (1970)
- Waterloo, regia di Sergei Bondarchuk (1970)
- L'uomo venuto da Chicago (Un condé), regia di Yves Boisset (1970)
- Gli fumavano le Colt... lo chiamavano Camposanto, regia di Giuliano Carnimeo (1971)
- Gli occhi freddi della paura, regia di Enzo G. Castellari (1971)
- Lo irritarono... e Sartana fece piazza pulita (Un par de asesinos), regia di Rafael Romero Marchent (1971)
- Uomo avvisato mezzo ammazzato... parola di Spirito Santo, regia di Giuliano Carnimeo (1971)
- E continuavano a fregarsi il milione di dollari (Bad Man's River), regia di Eugenio Martín (1971)
- Il venditore di morte, regia di Lorenzo Gicca Palli (1971)
- La notte dei diavoli, regia di Giorgio Ferroni (1972)
- Donnarumma all'assalto, regia di Marco Leto (1972)
- Il boss, regia di Fernando Di Leo (1973)
- Campa carogna... la taglia cresce, regia di Giuseppe Rosati (1973)
- I pornodesideri di Silvia, regia di Franz Josf Gottlieb (1977)
- Sette note in nero, regia di Lucio Fulci (1977)
- Febbre nelle notti d'estate, regia di Sigi Rothemund (1978)
- Sette uomini d'oro nello spazio, regia di Alfonso Brescia (1979)
- Incontri con gli umanoidi (Encuentro en el abismo), regia di Tonino Ricci (1979)
- I contrabbandieri di Santa Lucia, regia di Alfonso Brescia (1979)
- Lo scugnizzo, regia di Alfonso Brescia (1979)
- Il succhione (Graf Dracula in Oberbayern), regia di Carl Schenkel (1979)
- Shark - Rosso nell'oceano, regia di Lamberto Bava (1984)
- In nome del popolo sovrano, regia di Luigi Magni (1990)
- Body Puzzle, regia di Lamberto Bava (1992)
- A rischio d'amore, regia di Vittorio Nevano (1994)
- Mio padre è innocente, regia di Vincenzo Verdecchi (1997)
- Due e mezzo compreso il viaggio, regia di Arrigo Benedetti (2002)
- Testa o croce?, regia Alessio Rigo de Righi e Matteo Zoppis (2025)

### Televisione
- L'isola del tesoro, regia di Anton Giulio Majano – miniserie TV (1959)
- Le inchieste del commissario Maigret – miniserie TV (1966)
- Spazio 1999 (Space:1999) – serie TV, episodio 1x23 (1975)
- Marco Visconti, regia di Anton Giulio Majano – miniserie TV (1975)
- Spia - Il caso Philby, regia di Gian Pietro Calasso – miniserie TV (1977)
- Storie della camorra, regiadi Paolo Gazzara – miniserie TV (1978)
- Morte a passo di valzer, regia di Giovanni Fago – miniserie TV (1979)
- Questo incerto sentimento, regia di Carlo Tuzii (1981) – film TV
- Aeroporto internazionale – serie TV (1985)
- Sei delitti per padre Brown, regia di Vittorio De Sisti – miniserie TV (1988)
- Due madri, regia di Tonino Valerii (1989) – film TV
- I promessi sposi, regia di Salvatore Nocita – miniserie TV (1989)
- Edera – soap opera (1992)
- Il coraggio di Anna, regia di Giorgio Capitani – miniserie TV (1992)
- Italian Restaurant – serie TV, episodi 1x01-1x02 (1994)
- Un posto al sole - soap opera (1998)
- Vivere – soap opera (1999)
- Commesse – serie TV, episodio 1x02 (1999)
- Un difetto di famiglia, regia di Alberto Simone – film TV (2002)
- Sospetti – serie TV, 9 episodi (2003-2005)

### Prosa teatrale
- Le baruffe chiozzotte di Carlo Goldoni, regia di Giorgio Strehler. Prima al Teatro Lirico di Milano il 29 novembre 1964.
- Candida di George Bernard Shaw, regia di Giuseppe Venetucci. Prima al Teatro Morlacchi di Perugia, gennaio 1980.
- Non aver paura - È solo uno spettacolo di Eduardo Aldán, regia di Ricard Reguant. Prima al Teatro Ghione di Roma il 20 aprile 2017.
- L'esorcista di John Pielmeier dal romanzo di William Peter Blatty, regia di Alberto Ferrari. Prima al Teatro Nuovo di Milano il 18 ottobre 2019

## Doppiatori italiani
- Sergio Graziani in Saul e David, 1000 dollari sul nero, 10.000 dollari per un massacro, Per 100.000 dollari ti ammazzo, I vigliacchi non pregano, Buon funerale, amigos!... paga Sartana, Una nuvola di polvere... un grido di morte... arriva Sartana, Uomo avvisato mezzo ammazzato... parola di Spirito Santo, Campa carogna... la taglia cresce
- Pino Colizzi in Waterloo, Gli fumavano le Colt... lo chiamavano Camposanto, Gli occhi freddi della paura, Sette uomini d'oro nello spazio, I contrabbandieri di Santa Lucia
- Cesare Barbetti in Maciste l'uomo più forte del mondo, I mongoli, La voglia matta, Lo irritarono... e Santana fece piazza pulita, E continuavano a fregarsi il milione di dollari
- Giancarlo Maestri in La porta del cannone, Il venditore di morte, La notte dei diavoli
- Pino Locchi in Diciottenni al sole, Il compagno don Camillo
- Michele Kalamera in Sono Sartana, il vostro becchino, 5 per l'inferno
- Nando Gazzolo in La leggenda di Enea
- Adalberto Maria Merli in ...Se incontri Sartana prega per la tua morte
- Michele Gammino in I tulipani di Haarlem
- Luciano Melani in L'uomo venuto da Chicago
- Antonio Guidi in Un uomo a metà
- Romano Malaspina in I pornodesideri di Silvia